# 2. česká národní hokejová liga
2. česká národní hokejová liga (zkráceně 2. ČNHL) byla v letech 1973 až 1979 a 1983 až 1993 společně s 2. slovenskou národní hokejovou ligou (2. SNHL) třetí nejvyšší hokejovou soutěží v Československu a druhou nejvyšší samostatnou v rámci České socialistické republiky, později České republiky. Na ligu přímo navazuje současná 2. česká hokejová liga.

## Historie
Soutěž vznikla v roce 1973, kdy došlo k zúžení 1. ČNHL, ze které sestoupilo 16 mužstev. 15 z nich (TJ Dynamo Jihlava sestoupila do divize) a 9 týmů z divizí (vítězové všech 6 divizí a 3 nejlepší z druhých míst) vytvořilo novou soutěž o 24 účastnících rozdělených do tří osmičlenných skupin.
Po sezoně 1978/79 došlo k rozšíření 1. ČNHL a zrušení 2. ČNHL. 12 klubů z 2. ČNHL postoupilo do dalšího ročníku ČNHL, zbývající spadly do krajských přeborů.
K obnovení soutěže došlo v roce 1983. Z ČNHL do znovu obnovené 2. ČNHL sestoupilo 10 týmů, které doplnilo 14 klubů z krajských přeborů.

## Systém soutěže

### 1973 až 1977 a 1983 až 1990
24 týmů bylo rozděleno do tří osmičlenných regionálních skupin. Ve skupinách se všech 8 klubů utkalo čtyřkolově každý s každým (celkem 28 kol). Vítězové všech tří skupin postoupili do finálové skupiny (do roku 1977 kvalifikace o 1. českou národní hokejovou ligu), ve které se utkaly dvoukolově každý s každým (celkem 4 kola). Počet postupujících byl závislý na postupech mezi 1. ČNHL a 1. ligou (1974 až 1978 a 1989 dva, 1984 až 1988 jeden a 1990 tři). Poslední týmy obvykle sestupovaly do divize, později do kraje.
V sezoně 1989/90 přibyla vzhledem k rozšíření dalšího ročníku 1. ČNHL kvalifikace pro druhé týmy z každé skupiny.

### 1977 až 1979
40 týmů mělo být rozděleno do čtyř desetičlenných regionálních skupin. Ve skupinách se všech 10 klubů utkalo čtyřkolově každý s každým (celkem 36 kol). V sezoně 1977/78 vítězové všech čtyř skupin postoupili do kvalifikace o 1. českou národní hokejovou ligu, ve které se utkaly dvoukolově každý s každým (celkem 4 kola). Po následné sezoně došlo k zrušení 2. ČNHL, pročež první tři týmy z každé skupiny postoupily přímo do příštího ročníku ČNHL a čtvrté týmy ze všech čtyř skupin postoupily do kvalifikace hrané jinak stejným způsobem jako předešlou sezonu.

### 1990/1991
V sezoně 1990/91 bylo 30 týmů rozděleno do tří desetičlenných regionálních skupin. Ve skupinách se všech 10 klubů utkalo dvoukolově každý s každým (celkem 18 kol). První čtyři týmy z každé skupiny postupovaly do dvou šestičlenných semifinálových skupin. Semifinálovou skupinu A tvořily 4 kluby ze skupiny A a týmy z 1. a 3. místa skupiny B. Semifinálovou skupinu B tvořily 4 kluby ze skupiny C a týmy z 2. a 4. místa skupiny B. V semifinálové skupině se všech 6 týmů utkalo dvoukolově každý s každým (celkem 10 kol). Vítězové obou semifinálových skupin se utkaly ve finále na dva zápasy. Oba finalisté postoupili do dalšího ročníku 1. ČNHL.

### 1991 až 1993
32 týmů bylo rozděleno do čtyř osmičlenných regionálních skupin. Ve skupinách se všech 8 klubů utkalo čtyřkolově každý s každým (celkem 28 kol).
V sezoně 1991/92 první dva týmy z každé skupiny postupovaly do dvou čtyřčlenných semifinálových skupin. Semifinálovou skupinu A tvořily kluby ze skupiny A a B. Semifinálovou skupinu B tvořily kluby ze skupiny C a D. V semifinálové skupině se všechny 4 týmy utkaly dvoukolově každý s každým (celkem 6 kol). Vítězové obou semifinálových skupin se utkaly ve finále na dva zápasy. Oba finalisté postoupily do dalšího ročníku 1. ČNHL.
V sezoně 1992/93 první dva týmy z každé skupiny postupovaly do kvalifikace o 1. ligu.

## Přehled vítězů a postupujících
| Roč.    | zlatá medaile                    | stříbrná medaile                    | bronzová medaile              | Sk. | Tým. | Nadstavba                                                                                                  |
| ------- | -------------------------------- | ----------------------------------- | ----------------------------- | --- | ---- | --- |
| 1973/74 | TJ SONP Kladno B                 | TJ Tatra Kopřivnice                 | TJ Spartak ZVÚ Hradec Králové | 3   | 8    | Vítězové skupin v tříčlenné kvalifikaci                                                                    |
| 1974/75 | TJ Kolín                         | TJ Moravia DS Olomouc               | TJ Jitex Písek                | 3   | 8    | Vítězové skupin v tříčlenné kvalifikaci                                                                    |
| 1975/76 | TJ Spartak ZVÚ Hradec Králové    | TJ SONP Kladno B                    | TJ TŽ VŘSR Třinec             | 3   | 8    | Vítězové skupin v tříčlenné kvalifikaci                                                                    |
| 1976/77 | TJ Meochema Přerov               | ASD Dukla Jihlava B                 | VTJ Písek                     | 3   | 8    | Vítězové skupin v tříčlenné kvalifikaci                                                                    |
| 1977/78 | TJ Stadion Hradec Králové        | TJ Slavia IPS Praha                 | TJ TŽ VŘSR Třinec             | 4   | 10   | Vítězové skupin v čtyřčlenné kvalifikaci                                                                   |
| 1978/79 | TJ Baník Sokolov (sk. A)         | TJ Šumavan Vimperk (sk. A)          | TJ Baník Příbram (sk. A)      | 4   | 10   | První tři týmy z každé skupiny přímý postup 4. týmy do kvalifikace Z kvalifikace nikdo nepostoupil         |
| 1978/79 | TJ Žďas Žďár nad Sázavou (sk. B) | VTJ VVŠ PV Vyškov (sk. B)           | TJ Kolín (sk. B)              | 4   | 10   | První tři týmy z každé skupiny přímý postup 4. týmy do kvalifikace Z kvalifikace nikdo nepostoupil         |
| 1978/79 | VTJ Litoměřice (sk. C)           | TJ Autoškoda Mladá Boleslav (sk. C) | TJ Spolana Neratovice (sk. C) | 4   | 10   | První tři týmy z každé skupiny přímý postup 4. týmy do kvalifikace Z kvalifikace nikdo nepostoupil         |
| 1978/79 | TJ Baník ČSA Karviná (sk. D)     | TJ Tatra Kopřivnice (sk. D)         | TJ TŽ VŘSR Třinec (sk. D)     | 4   | 10   | První tři týmy z každé skupiny přímý postup 4. týmy do kvalifikace Z kvalifikace nikdo nepostoupil         |
| 1983/84 | ASD Dukla Jihlava B              | TJ Stadion PS Liberec               | TJ TŽ VŘSR Třinec             | 3   | 8    | Vítězové skupin v tříčlenné finálové skupině                                                               |
| 1984/85 | TJ Stadion PS Liberec            | TJ Tatra Kopřivnice                 | VTJ Tábor                     | 3   | 8    | Vítězové skupin v tříčlenné finálové skupině                                                               |
| 1985/86 | TJ TŽ VŘSR Třinec                | VTJ Tábor                           | TJ VTŽ Chomutov               | 3   | 8    | Vítězové skupin v tříčlenné finálové skupině                                                               |
| 1986/87 | VTJ Tábor                        | TJ Stadion PS Liberec               | TJ AZ Havířov                 | 3   | 8    | Vítězové skupin v tříčlenné finálové skupině                                                               |
| 1987/88 | VTJ Litoměřice                   | TJ Baník ČSA Karviná                | TJ ZVVZ Milevsko              | 3   | 8    | Vítězové skupin v tříčlenné finálové skupině                                                               |
| 1988/89 | TJ Baník ČSA Karviná             | TJ ZVVZ Milevsko                    | TJ Slovan NV Ústí nad Labem   | 3   | 8    | Vítězové skupin v tříčlenné finálové skupině                                                               |
| 1989/90 | TJ Baník Sokolov                 | TJ Baník Hodonín                    | VTJ Racek Pardubice           | 3   | 8    | Vítězové skupin v tříčlenné finálové skupině Druhé týmy v kvalifikaci (nepostoupil žádný)                  |
| 1990/91 | TJ Zbrojovka MEZ Vsetín          | TJ ZVVZ Milevsko                    |                               | 3   | 10   | První 4 z každé skupiny do 2 semifinálových skupin, vítězové ve finále Zbytek ve třech skupinách o udržení |
| 1991/92 | TJ AZ Havířov                    | HC Vajgar Jindřichův Hradec         |                               | 4   | 8    | První 2 z každé skupiny do 2 semifinálových skupin, vítězové ve finále                                     |
| 1992/93 | TJ Slovan Ústí nad Labem (sk. A) | KLH VT VTJ Chomutov (sk. A)         |                               | 4   | 8    | První 2 z každé skupiny do 2 kvalifikačních skupin                                                         |
| 1992/93 | TJ Lokomotiva VčS Beroun (sk. B) | TJ ZVVZ Milevsko (sk. B)            |                               | 4   | 8    | První 2 z každé skupiny do 2 kvalifikačních skupin                                                         |
| 1992/93 | BK VTJ Havlíčkův Brod (sk. C)    | VTJ Transporta Chrudim (sk. C)      |                               | 4   | 8    | První 2 z každé skupiny do 2 kvalifikačních skupin                                                         |
| 1992/93 | TJ Žďas Žďár nad Sázavou (sk. D) | TJ Prostějov (sk. D)                |                               | 4   | 8    | První 2 z každé skupiny do 2 kvalifikačních skupin                                                         |

Pozn. Postupující do 1. ČNHL jsou označeni tučně.